# Локомотивна вулиця (Мелітополь)
Локомотивна вулиця — вулиця в Мелітополі. Йде від вулиці Професора Танатара до Північно-Лінійної вулиці.

## Назва
Назва вулиці пов'язана з тим, що вона виходить до залізниці в районі локомотивного депо Мелітополь.

## Історія
Рішення про прорізання та найменування вулиці Локомотивної датується 15 березня 1957 року.
11 червня 1981 року була перейменована на вулицю Дмитра Ульянова на честь Дмитра Ілліча Ульянова (1874—1943), російського революціонера, молодшого брат В. І. Леніна.
В 2016 року в ході декомунізації перейменована на Локомотивну.